# Конел-Хилл
Конел-Хилл (англ. Colonel Hill) — город на Багамских островах, административный центр района Крукед-Айленд, находится на острове Крукед-Айленд. По сведениям переписи, в 1990 году население города насчитывало 290 человек. Конел-Хилл находится на двадцать третьем месте по величине в стране.